# 許應藻
許應藻（？年—？年），字象九，號魚南，雲南省石屏縣人，嘉慶十五年庚午科舉人、嘉慶二十五年（1820年）庚辰科進士。嘉慶二十五年五月改為翰林院庶吉士，道光二年閏三月散館授編修，道光四年八月考試翰詹，考列四等罰俸二年，道光十年十一月提督湖北學政，後升為侍講學士，道光十三年七月考試翰詹，考列三等降補侍講，道光十五年十二月，署日講起居注官，授浙江督糧道